# Ernest Outrey
 (février 2021).
Antoine Georges Amédée Ernest Outrey (né le 11 avril 1863 à Constantinople dans l'Empire ottoman et mort le 7 octobre 1941 à Saint-Germain-le-Guillaume dans la Mayenne) est un administrateur colonial et homme politique français. Il fit carrière en Indochine, où il fut Résident supérieur au Laos (1911) puis au Cambodge (1911-1914), enfin député de la Cochinchine durant vingt-deux ans (1914-1936).

## Biographie

### Famille
Ernest Outrey est fils de Pierre Charles Maximilien Amédée Outrey (1820-1882) et d'Ernestine Marie Sophie Issaverdens.
Le père d’Ernest, né à Bagdad en 1820 et mort en 1882, était premier drogman de l’Ambassade de France à Constantinople, et issu d’une famille d’origine franc-comtoise, établie depuis plusieurs générations en Orient et active dans la diplomatie.
La mère d’Ernest, née à Smyrne (maintenant Izmir) le 4 avril 1836, morte à Paris le 4 février 1924, était issue d’une famille arménienne catholique de Smyrne.
Ernest avait une sœur aînée Antoinette Anna Angélique (Constantinople 1862 – Laval 1924) et un frère cadet Antoine Auguste Amédée (Constantinople 3 juin 1864 - 1886), mort jeune, étant alors militaire.
Ses études ont été suivies au collège Sainte-Marie de Tinchebray (Orne) chez les Frères de l’Instruction chrétienne, au collège Albert-le-Grand d'Arcueil (dit Dominicains d’Arcueil), et à Paris au lycée Fontanes (aujourd’hui lycée Condorcet) et au lycée Henri-IV. Il a obtenu son baccalauréat ès sciences et le diplôme d’entrée à l’École supérieure nationale des Mines de Paris. Inscrit au tableau de recensement militaire de 1883, il est dispensé de service d'activité en temps de paix à titre de frère de militaire.
Ernest Outrey a été marié trois fois :
- en 1891 avec Anne Cécile Baudin (Dijon 18 septembre 1875 - Saint-Germain-le-Guillaume 2 octobre 1947)[8]. Sa seconde fille Antoinette épousa Georges Antoine Gubiand (1861-1930), ingénieur des Ponts et Chaussées, alors Directeur du Service des travaux publics en Cochinchine puis divorcé.
- en 1913 à Saïgon avec Gabrielle Agnès Brun (Faverolles (Cantal) 9 juin 1874 – Paris 21 novembre 1926)[9]
- en 1932 à Paris avec Anne Cécile Baudin à nouveau[10].

De son premier mariage il eut Amédée Outrey (Saïgon 1892 - 1962), attaché d’ambassade, consul de France, puis chef du Service des Archives des Affaires étrangères, Renée Antonia Paule Ernestine Outrey (Saïgon 1895 - 1983) et Pierrette Marie Louise Outrey (Saïgon 1897 - 1974).
En 1910 il habitait au 84 rue Lauriston, en 1915 au 13 rue Spontini, en 1924-1928 au 46 rue Galilée, en 1933-1938 au 4 square la Fontaine, toutes adresses à Paris XVIe arrondissement. Il a possédé le château du Tertre à Saint-Germain-le-Guillaume (Mayenne) depuis 1926 ; c’est là qu’il est mort le 7 octobre 1941.
Toute sa famille sauf son fils Amédée (ses deux parents, lui, son frère mort jeune, sa première femme et ses deux filles) est enterrée à Paris au cimetière du Père Lachaise (82e division).

### Carrière administrative: premiers postes (1884-1910)
Né à l’étranger, Outrey était représentatif d’une classe sociale de long temps établie au Moyen-Orient et qui trouvait naturel de travailler hors du territoire métropolitain. Le 10 octobre 1884 il entre dans l'administration coloniale en Indochine, comme commis rédacteur. Il suit un avancement classique : il est d'abord Commis rédacteur, puis Commis principal, passe ensuite Administrateur de 5e classe le 13 avril 1888, de 4e classe le 1er août 1889, de 3e classe le 4 février 1891, de 2e classe le 1er septembre 1898, de 1re classe le 7 février 1901. Il passe ensuite Inspecteur des Services civils le 1er janvier 1907 jusqu'en 1910.
On lui connaît les affectations suivantes :
- le 31 juillet 1884, nommé commis auxiliaire civil du Commissariat du Tonkin ;
- le 9/10 octobre 1884, commis rédacteur de 2e classe, à la direction de l'Intérieur de Cochinchine, secrétaire de l'arrondissement de Sadec ;
- le 1er mai 1887, commis rédacteur de 1er classe à la même direction, dans l'Arrondissement de Vĩnh Long ;
- le 1er juin 1888, commis principal de 2e classe,
- le 11 juin 1888, sous-chef du Bureau politique du Gouvernement général de l'Indochine,
- le 13 juillet 1889, officier d'académie,
- le 1er août 1889, administrateur stagiaire des Affaires indigènes,
- le 4 février 1891, administrateur de 3e classe des Affaires indigènes,
- en 1895 il est chargé de l'administration de la ville du Cap Saint-Jacques, qu'un arrêté venait de détacher de la province de Baria pour la placer sous administration directe[16],[17]. Il y lance en 1896-1900, avec l'ingénieur Gubiaud, d'importants travaux de modernisation qui la transforment rapidement en une belle ville coloniale et balnéaire de style Art déco[18].
- le 1er septembre 1898, administrateur de 2e classe des Affaires indigènes,
- le 7 février 1901, administrateur de 1er classe des services civils, et à cette époque administrateur de la province du Haut-Donaï en Annam, chef-lieu Djiring à environ 220 km de Saïgon, et sous-chef de cabinet du Gouverneur général Danel[19] ;
- en 1904, chef de la province de Thu Dau Mot, dont le chef-lieu de même nom, à l'économie très active, n'est qu'à 30 km de Saïgon ; il participe alors très activement au développement de la province ;
- le 1er janvier 1907, inspecteur des services civils de l'Indochine,
- en 1908 il est chef de la province de Cantho, à 150 km de Saïgon ;
- lieutenant-gouverneur de la Cochinchine du 23 février 1908 au 24 septembre 1908 et du 9 février au 17 juin 1909[20].
- le 19 mars 1910, Résident supérieur en Indochine.

Ces affectations lui donnent l'occasion de soutenir la vie locale, puisqu'il est en 1906 président de la Société coloniale des Beaux-Arts, place du théâtre à Saïgon. On le disait capable de parler le vietnamien et de lire le chinois. Il avait alors une orientation républicaine, et passait pour rigide, voire insensible, et extrêmement entreprenant et travailleur. Globalement, sa politique tendait à soutenir le développement local en favorisant le commerce et en développant les infrastructures (routes, ponts, voies ferrées, irrigation), mais sans donner aux populations les moyens de la citoyenneté (il était hostile à l’élaboration d’une constitution coloniale). Notamment :
- dès son arrivée en Cochinchine, il demande le levé de l’itinéraire d’une route entre Thu Dau Mot et Kratie, sur le fleuve Mékong[21].
- en décembre 1910, il persuade le Gouvernement de le laisser tenter l’expérience de placer tout le territoire sous franchise douanière (ce qu’il était quasiment déjà, en fait).
- en 1908, il suggère au Gouverneur la création d'un bureau de colonisation tendant à sauvegarder les intérêts des colons européens vis-à-vis des indigènes, au moyen d'un soutien administratif[22].
- il patronne la publication des cartes de la mission d’exploration de Henri Maître (1883-1914) dans le sud de la Cochinchine, celui-là même qui sera son secrétaire de campagne en 1914[23].

Il est déjà sensible à l'image et à la représentation des colonies en France. Comme commissaire général de l'exposition cochinchinoise à l’Exposition coloniale de Marseille en 1906, il avait entrepris la construction d’un dinh, un bâtiment de style aussi indochinois qu’indéfini décrit diversement comme un temple, un palais ou une maison de notable, qui devait y figurer. Pour pouvoir l’achever à temps il demanda au Gouverneur général de pouvoir disposer de vingt prisonniers de la prison centrale de Saïgon. Le bâtiment, devant originellement retourner au Laos, finit sa course dans le Jardin colonial de Nogent-sur-Marne.
C’est le 15 juillet 1910, peu après sa nomination de Résident supérieur, qu’intervient un naufrage faisant plusieurs morts dont le général Léon de Beylié. Quelques chefs-d’œuvre des collections royales de Luang Prabang, embarqués dans la canonnière française La Grandière, disparaissent dans les rapides du Mékong entre Luang Prabang et Vientiane, au début du voyage qui devait amener ces œuvres à Paris pour y être exposées.

### Carrière administrative: Résident supérieur du Laos (1910-1911)
Outrey, après vingt-cinq ans de carrière coloniale, accède enfin au poste de Gouverneur des Colonies et est nommé Résident supérieur du Laos d’août 1910 à juillet 1911 par intérim de Georges Mahé. La capitale en était alors Luang Prabang ; le pays s’était placé sous protectorat français en 1893. Cette fonction le plaçait sous l’autorité directe du Gouverneur général des Colonies, représentant l’autorité civile et militaire de l’État, qui est alors Albert Jean George Marie Louis Picquié (par intérim) puis Paul Louis Luce.
Il a laissé son nom à un relais dénommé Sala Outrey, à 115 km à l’est-sud-est de Luang Prabang, qui domine la route qui va de Luang Prabang à Vinh sur la côte vietnamienne.

### Carrière administrative: Résident supérieur du Cambodge (1911-1914)

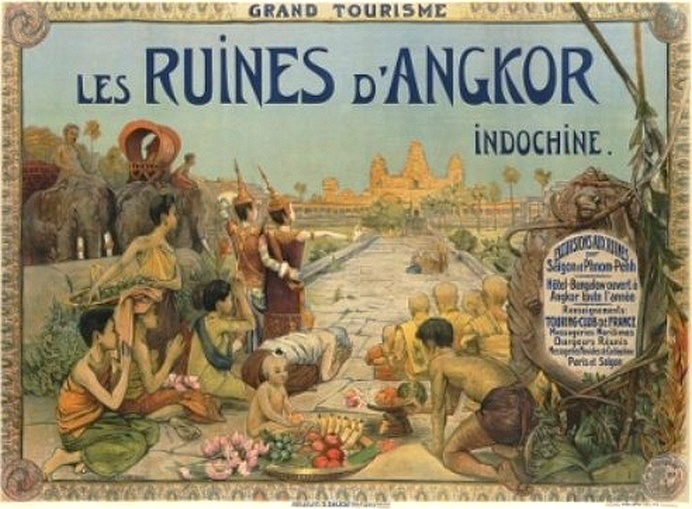
L’affiche sur Angkor de Georges Groslier (1911).

Ernest Outrey est ensuite nommé Résident supérieur du Cambodge (protectorat français depuis 1887), basé à Phnom Penh. Il est en poste du 26 juillet 1911 (avec prise de poste au 8 octobre) au 26 mars 1914, succédant à Paul Louis Luce, qui passe Gouverneur général d’Indochine.
La période durant laquelle Outrey travaille au Cambodge est politiquement calme, et s'y déroule une collaboration docile, durant laquelle les Français préparent le choix du successeur du roi Preah Bat Sisowath. Un témoignage relate les doutes d’Outrey quant aux capacités du prince Sisowath Monivong, pourtant formé en France et désigné par le roi pour lui succéder. Outrey avait aussi eu l’intuition que le pays pouvait devenir très fertile à condition de consentir à des travaux hydrauliques et il a travaillé au développement du réseau routier. Il soutient l'installation d'installations frigorifiques.
Il se révèle soucieux des problèmes éducatifs : il organise un concours primé visant à rédiger un manuel de morale et nomme une commission pour le choisir. Le manuel primé, choisi parmi plus de trois cents manuscrits rédigés par des moines, est largement diffusé dans les écoles. En 1911, il enjoint aux fonctionnaires non-français qui ont des filles de les inscrire à une nouvelle école de filles établie par l’administration coloniale, ouverte cette année-là et projetée dès 1907, afin de les faire bénéficier des préceptes éducatifs occidentaux. À Phnom Penh, Outrey préside des associations locales : en 1912 il est coprésident d'honneur avec le roi du Cambodge de la Société de protection de la natalité indigène au Cambodge ; en 1914 il est coprésident d'honneur, toujours avec le roi, de la Société d'enseignement mutuel.
Ernest Outrey se montre, à travers divers témoignages, soucieux de favoriser les échanges culturels entre le Cambodge et la France. Très enthousiaste lui-même du site d’Angkor, il soutient et donne des moyens aux scientifiques ou aux reporters venus étudier la civilisation siamoise. Il encourage la domestication des éléphants et parvient à reconstituer une sorte d'écurie de pachydermes telle qu'elle existait dans l'ancienne cour de Phnom Penh. En 1911 il encourage la publication de la Revue cambodgienne en caractères khmères. En novembre 1912, George Cœdès, fraîchement nommé pensionnaire de l’École française d'Extrême-Orient, est soutenu par Outrey pour exécuter un inventaire général des manuscrits conservés dans les pagodes. En 1913, A. Maufroid relate qu’Outrey lui avait fourni un sampan et quatre rameurs pour arriver sur le site d’Angkor. Aux touristes visitant Angkor également, des moyens de locomotion furent proposés dès 1911 à son initiative (chevaux, éléphants, automobile à douze places). Il initia la promotion du site en faisant réaliser par le peintre Georges Groslier une affiche touristique sur les ruines d’Angkor, imprimée par Dominique Daudé à Paris.
Quelques années plus tard, Outrey sera épinglé par la presse pour avoir passé de gré à gré — donc sans l’assentiment du Gouvernement général de l’Indochine — des marchés dispendieux pour la construction du palais du roi. Ceci se passait à la fin de sa carrière administrative. Le 30 mars 1914, un décret permet à Outrey, sur sa demande, de se mettre en disponibilité de l'Administration, sans traitement à compter du 26 mars ; il désire en effet se présenter aux élections législatives de mai. Il prend comme secrétaire Henri Maître (1883-1914), un jeune fonctionnaire qui assurera plusieurs explorations (vers 1905-1914) dans des contrées peu connues (voire insoumises), avant d'être assassiné le 5 août 1914 lors d'une reconnaissance.

### Carrière politique: 1914-1936

#### Mandats
Depuis 1881, la Chambre des Députés avait créé un siège pour la Cochinchine, mais seuls les citoyens français pouvaient voter. Succédant à Pierre Paul Paris, Outrey est élu et réélu à ce siège durant vingt-deux ans, dans les législatures suivantes :
- 10 mai 1914 – 7 décembre 1919 : Gauche radicale.
- 30 novembre 1919 – 31 mai 1924 : non inscrit. Il obtient le soutien de la Société des Annamites Citoyens Français, et bat son concurrent Paul Monin avec presque trois quarts des voix[42].
- 11 mai 1924 – 31 mai 1928 : Gauche républicaine démocratique[43].
- 29 avril 1928 – 31 mai 1932 : Gauche radicale.
- 8 mai 1932 – 31 mai 1936 : Gauche radicale.

Les campagnes électorales de chaque législature ont bien sûr été l’occasion de voyages en Cochinchine quelques mois avant leurs échéances.
De 1936 à 1942, c’est Jean Robert Maurice Bonnin de la Bonninière de Beaumont (dit Jean de Beaumont) qui lui succédera au siège de la Cochinchine (Outrey ne se représentant pas). En 1937, Outrey garde un grade de Gouverneur général honoraire des Colonies.
Outrey illustre parfaitement le type du député colonial, régulièrement réélu par les colons sur des périodes très longues (d’autres territoires gardèrent le même député pendant des périodes longues : Sénégal 1914-1934, Guadeloupe 1912-1942, Oran 1919-1934, Alger 1924-1939, Constantine 1919-1942, soit cinq mandatures en moyenne).

#### Action politique
Outrey a été un député assez actif, et parfois belliqueux.
Dès son arrivée à la Chambre des députés en 1914, il fait partie de la Commission des affaires extérieures et de la Commission des colonies.
- 1915 : il participe à deux propositions de loi visant à réformer les conditions de naturalisation des indigènes et l’exercice du droit politique[47].
- Avril 1917-février 1918 : il participe à une mission d’enquête parlementaire en Cochinchine, qui vise à renforcer la sécurité et à promouvoir le développement économique[48].
- 1918 : il mène à la Chambre une campagne visant à diminuer l'emprise de la Banque de l'Indochine sur cette colonie, en favorisant l'introduction de banques concurrentes.
- 1919 : il prend part à diverses interpellations, dont l'une relative à l'organisation de la marine marchande pendant et après la guerre et aux modalités de réquisition de la flotte française.

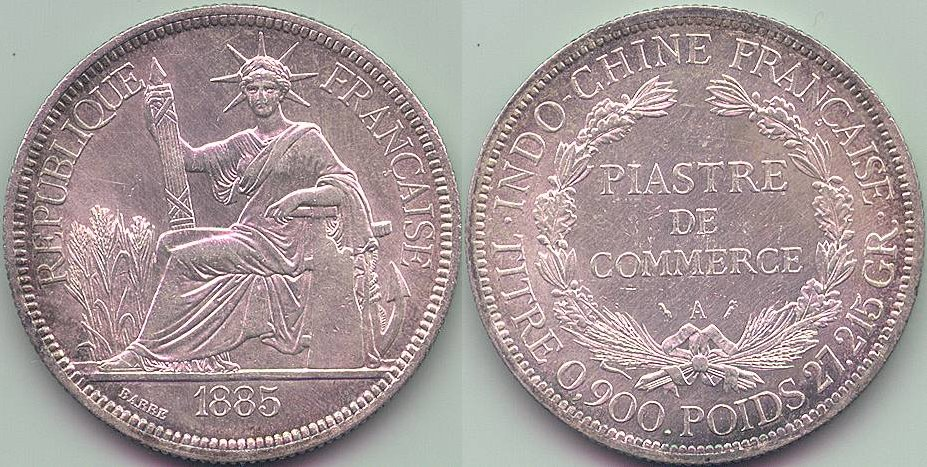
Piastre de l'Indochine française, 1885.

- En 1919, il préside également une commission, nommée le 17 mai 1919, qui doit étudier les moyens de la stabilisation monétaire de la piastre (une hausse immodérée de cette monnaie risquait de pénaliser les exportations coloniales et donc de ruiner l’économie indochinoise). La mission initiale de la commission fut vite débordée, allant jusqu’à proposer une réforme monétaire[49]. Il suit les problèmes monétaires jusqu’à la fin de sa carrière politique[50].
- Dès le milieu des années 1920, il alerte le Gouvernement sur la montée des sensibilités et des mouvements communistes, qui se répercute dans les milieux coloniaux de Paris. Il insiste également auprès du gouvernement indochinois pour faire achever la ligne de chemin de fer Saïgon – Phnom Penh – Battambang, jugée fondamentale pour le développement économique de la péninsule[51].
- 1923 : il dépose une proposition de loi tendant à imposer un droit de 2 francs par kilogramme de caoutchouc d'origine étrangère entrant en France, pour favoriser la production indochinoise (dans laquelle il avait des intérêts)[52].
- 1924 : il est désigné comme vice-président de la Commission des colonies. Il est en outre membre de la Commission de la marine marchande et de la Commission des douanes et des conventions commerciales. Parmi les propositions de loi qu’il dépose s’en trouve une sur le règlement du prélèvement sur les importations allemandes.
- 1924 : il devient aussi vice-président du Groupe colonial, une structure parlementaire regroupant les députés coloniaux et d’autres pour défendre les intérêts politiques des Colonies[53].
- 1925 : le 2 juin[54] il déclare vouloir interpeller le Gouvernement sur les protestations qu’il entend faire à Pékin sur le monument élevé à Canton à la mémoire de l’Annamite qui avait lancé la bombe lors de l’attentat contre le Gouverneur général Martial Merlin.
- 1925 : il intervient auprès du ministre de l’Instruction publique pour que la géographie, l’histoire et l’économie des colonies soit présente dans les manuels scolaires. Cette réforme trouvera une extension dans les établissements d’établissements supérieurs, Outrey et le Parti colonial s’efforçant d’y susciter une ouverture aux questions coloniales[55].
- 1926-1927 : Outrey s’oppose à Alexandre Varenne, alors Gouverneur général de l’Indochine, à propos des conditions d’attribution de certaines concessions par lui. L’affaire fait grand bruit[56].
- 1928 : il interpelle le Gouvernement sur les grèves et les événements du Tonkin, et sur les mesures qu’il compte prendre pour réprimer les menées révolutionnaires rapportées par le Gouverneur général de l'Indochine.
- En 1929 il fait partie de la mission parlementaire pour l'Algérie et le Maroc, qui embarque le 6 octobre pour Casablanca[57].
- À la fin des années 1920 une nouvelle religion, le caodaïsme se répand rapidement en Indochine (elle regroupe plusieurs centaines de milliers d’adeptes à la fin des années 1920). Quoique reconnue par les autorités coloniales en 1926, elle est suspectée de servir de support à des mouvements politiques nationalistes ou communistes, hostiles à l’administration française. Après avoir reçu le 26 mai 1932 une délégation de dignitaires du Cao Daï, venus l’assurer de la loyauté de leurs fidèles, Outrey changea d’avis, le fit savoir et réclama pour eux un régime plus libéral que la surveillance sévère à laquelle ils étaient jusque là soumis.
- 1930 : en juin, il interpelle le gouvernement sur les moyens de faire cesser les troubles menés par les étudiants extrémistes après la condamnation des auteurs de la Mutinerie de Yên Bái[58].
- 1932 : le Straits Times, journal australien, signale le 4 avril son passage à Singapour sur le paquebot Porthos[59] des Messageries maritimes, pour rejoindre la Cochinchine et y mener sa campagne électorale. Il repasse à Singapour à son retour à bord du « Chenonceaux ». Il dépose cette année une proposition de loi pour faire accorder une subvention de vingt millions de francs pour venir en aide aux victimes des typhons qui ont dévasté l'Indochine.

Entre 1930 et 1938, Outrey correspond fréquemment avec la Résidence Supérieure du Cambodge pour des recommandations pour des postes de fonctionnaires ou des admissions à des concours, des avancements, des naturalisations, des décorations, des demandes de concessions.

#### Expositions coloniales

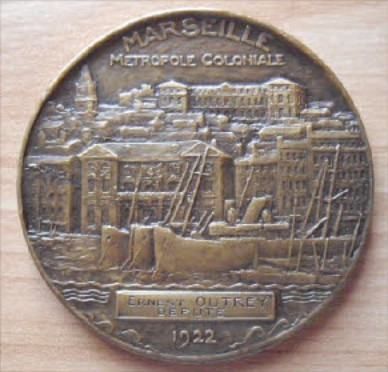
La médaille de l’Exposition coloniale de 1922 offerte à Ernest Outrey (bronze de Henri Bouchard, 1922, 68 mm).

L’idée d’une exposition coloniale permettant d’apprécier les résultats de la colonisation française et européenne avait germé dès 1910, sous forme de projets divers et en réaction aux récentes Expositions universelles de Paris. Louis Brunet (1870-1927), député du Parti colonial, en avait précisé les contours en 1913 (avec notamment le projet d’un Musée des Colonies qui manquait encore en France) et le gouvernement avait ensuite projeté une exposition coloniale nationale en 1916 à Marseille, suivie d’une autre exposition coloniale internationale à Paris en 1920. La Première Guerre mondiale a évidemment contrarié ces projets, mais dès la fin des hostilités en 1918, la Chambre de commerce de Marseille reprit l’idée d’une exposition coloniale, tandis qu’à Paris, en 1918 toujours, la Ville projeta une « exposition coloniale interalliée » (c’est-à-dire excluant les pays vaincus) pour 1920 ou 1921. Les projets furent soutenus par Ernest Outrey, rapporteur d’une proposition de loi déposée en 1919. Le parlement opta finalement pour une Exposition coloniale nationale à Marseille en 1922 (qui fut tenue) et, encore sur la base d’une proposition de loi rapportée par Outrey en 1924, une Exposition coloniale interalliée à Paris pour 1925 (qui devint en fait l'Exposition coloniale internationale (1931)).

#### Presse
Fin 1917, il rachète L'Impartial à Phnom Penh, qui fut ensuite transféré à Saïgon et devint le journal le plus lu de Cochinchine.
Entre 1917 et 1926, le rédacteur en chef en était Henry Chavigny de Lachevrotière, journaliste de talent qui fut, selon les sources officielles, assassiné par le Viet Minh en 1951. Il est également connu pour son antipathie envers André Malraux, à qui il reprochait la tentative de pillage du site d'Angkor au Cambodge. Les deux hommes se sont longtemps combattus par journaux interposés et se seraient même provoqués en duel. 
Outrey se servit de cet organe pour combattre les idées constitutionnalistes du Gouverneur général Albert Sarraut, qui disposait quant à lui des journaux Tribune indigène et Southern wind.
Outrey fut également directeur politique de la Correspondance universelle et du Bulletin des Renseignements coloniaux.
En 1919, Outrey fonda le journal Le Midi colonial et maritime, avec l’aide de l’homme de presse Paul Edmond Vivien (1858–1931). Ce journal lui servit de tribune et il y fit paraître des éditoriaux.

### Intérêts financiers et économiques
Comme politicien, Outrey n’est pas resté détaché des puissances économiques. Trois sources non concordantes le mentionnent comme possesseur d'une plantation d'hévéas.
Le Bulletin du syndicat des planteurs de caoutchouc de l’Indochine le mentionne dès 1915 comme un député soucieux des intérêts des planteurs, et en 1918 il tente de faire fléchir le gouvernement sur l'interdiction d'exporter vers Singapour. En 1926 il est délégué en France du Syndicat des planteurs (siège à Saïgon), en 1931 et 1937 il en est toujours membre d'honneur. En 1930 il obtient la présidence effective du Comité de défense des producteurs de caoutchouc de l’Indochine. En 1932, la presse rapporte qu'il expérimente avec l’aval de la Ville de Paris un revêtement en caoutchouc sur le Quai de la Rapée, censé apporter silence, adhérence et sécurité. Il s’agissait alors de trouver de nouveaux débouchés au caoutchouc après la dure crise qui avait affecté cette matière première.
Par ailleurs, Outrey avait siégé au conseil d’administration du groupe Hallet-Rivaud, un puissant groupe financier franco-belge implanté en Indochine et en Malaisie, avec des intérêts importants dans le caoutchouc. Ce groupe était appuyé sur la Banque Rivaud & Cie (puis Rivaud Frères) qui fonda en association avec la banque Hallet la Société financière des caoutchoucs en 1909.
À la fin de sa carrière politique, il devient membre (ou président ?) du conseil d'administration de la Banque de l’Indochine (dont il avait autrefois combattu la situation particulière que lui conférait la triple attribution de banque d'émission de la piastre indochinoise, de banque d'affaires et de banque de développement économique).

### Jugements contemporains
Dès 1924, l'action politique d'Outrey a pu être jugée décevante et son comportement a fait l'objet d'attaques.
Il avait été élu contre Sarraut, pour faire pièce à Sarraut, pour équilibrer, pour neutraliser Sarraut. Et tout à ses combines d'affairiste, il a passé son temps à des marchandages avec Sarraut de vendeur de tapis. Aujourd'hui brouillés à mort, questions écrites [à la Chambre des Députés] d'une niaiserie effarante, menace falote d'interpellation [au Gouvernement]... demain copains comme fesses et chemise. Il devait être le contrôleur, l'œil toujours ouvert et toujours redouté ; il fut le premier aux bamboulas, aux gabegies, aux ripailles. Il fut le grand spécialiste de cette institution moderne : le gueuleton d'affaires, et il pleurait de désespoir quand le foie gras, premier ciment d'une affaire indochinoise, se mastiquait quelque part sans lui. Gens d'Annam, retenez son nom. Ses bavardages inconsidérés nous valurent l'affaire des soldes ; sa puérile gloriole - lui aussi - la mission parlementaire.
L'Illustration publie le 19 janvier 1924 une revue de tous les députés coloniaux : « mais M. Ernest Outrey, député de la Cochinchine, est, lui, un personnage important et spécifiquement colonial. Rien de ce qui touche à l'Asie ne lui est étranger. A travers le cristal de son monocle, il examine toutes les affaires exotiques et métropolitaines avec assurance. On parle souvent de lui à la Chambre et, si ce n'est pas toujours pour le louer, ce n'est pas toujours, non plus, pour le moquer. Il est orateur abondant. Ancien résident supérieur en Indochine, il a découvert tous les arcanes de l'administration et, quand l'arithmétique du budget est soumise à l'approbation de ses collègues, il ne manque point d'émettre des critiques, toutes dictées par sa sollicitude pour cette Cochinchine dont rêvent avec nostalgie les poètes et les artistes qui n'y sont point allés et que, lui, considère prosaïquement, bureaucratiquement, bancairement, ferroviairement et, espérons-le, raisonnablement. »
À cette époque, la collusion économico-politique était non seulement forte mais très visible ; ainsi le Figaro pouvait-il écrire en première page de son numéro du 13 septembre 1932 : « [Outrey], c’est ce parlementaire au sujet duquel il suffit d’interroger les couloirs de la Chambre et la salle des séances, de l’hémicycle aux rostres et au cintre, pour entendre : « Outrey, pétroles, caoutchoucs, concussions, corruptions.» »

### Décorations
Les décorations qu'on lui connaît sont :
- Chevalier de la Légion d'honneur par décret du 3 janvier 1905[79] ;
- Officier de la Légion d’honneur par décret du 24 juillet 1912[80].
- Commandeur de l'Ordre du Dragon d’Annam (1899)[81] ;
- Grand-officier de l'ordre de la Couronne de Siam ;
- Commandeur de l'ordre du Nichan Iftikhar (ordre franco-tunisien) ;
- Grand-croix de l'Ordre royal du Cambodge (1939)[82] ;
- Officier de l’Instruction publique,

## Publications
Les publications de E. Outrey sont difficiles à localiser. Pour cette raison les bibliothèques qui les conservent sont citées à la suite de la référence.
- Recueil de législation cantonale et communale annamite de Basse-Cochinchine. - Saïgon, impr. de A. Bock, 1888. 8°, 81 p. (exemplaires à Paris BNF, Paris BULAC, La Courneuve AMAEE, Aix-en-Provence ANOM). L'ouvrage a fait l'objet de plusieurs rééditions ou mises à jour :
  - Nouveau recueil de législation cantonale et communale annamite de Cochinchine. - Saïgon : impr. de Ménard et Rey, 1905. 8°, 254 p. (Angers BU, Paris BNF, Paris BSG).
  - Édition également publiée en vietnamien la même année, traduite par Trâń Quang Thuật. (Paris BNF).
  - Recueil de législation cantonale...  - Saïgon : impr. Ardin, 1913. 8°, 373 p. (Aix-en-Provence ANOM).
  - Recueil de législation cantonale... Édition nouvelle, mise au courant de la législation en vigueur au 1er janvier 1928 par Julien de Villeneuve. - Saïgon : impr. de J. Viêt et fils, 1928. 8°, 474 p. (Paris BNF, Paris EFEO).
  - Édition également publiée en vietnamien, traduite par Trần-Văn-Sóm. (Paris BNF).
- Notes sur le Siam. Saïgon : [s. n.], 1918. 8°, 169 p. (Aix-en-Provence ANOM).
- Principales interventions parlementaires et administratives, 1920-1924. Paris : Boivent, [1924]. 182 p.

Par ailleurs, il a régulièrement publié des articles dans des journaux, sur des sujets autant politiques qu’économiques. La liste suivante n’est qu’indicative : Paris-Midi (1914), Courrier saïgonnais (1915), Écho de Paris (1915-1919), la Revue du Pacifique (1922, 1934), la Revue politique et parlementaire (1924), la Revue indochinoise (1925), Le Petit Journal (1935). Il a également contribué à des congrès (Congrès du régime douanier colonial, 29 juin – 1er juillet 1925 à Marseille, etc.).

### Sources d’archive
- Aix-en-Provence Archives nationales d’Outre-Mer : dossier d'agent Ernest Outrey.
- Aix-en-Provence Archives nationales d’Outre-Mer : DPPC NOT INDO 404 et 405. Doubles minutes d’Ernest Outrey, 1900-1901.
- Paris : Archives nationales. Archives des Assemblées nationales (1787-1958) : répertoire numérique de la série C (1-14628) par Jeannine Charon-Bordas et Martine Illaire.
- Paris BNF (Mss.) : Ms. N.A.F. 28336(4), F.343-345 : lettres de Frank Puaux (1844 – 1922) à Ernest Outrey.
- Paris Ars. : Ms. 13038. Lettres autographes d’hommes politiques adressées à Édouard Gauthier.
- Phnom Penh, Archives nationales du Cambodge : Fonds de la Résidence Supérieure du Cambodge, dossiers 14283, 26414, 11369, 3561, 9054, 3438 (années 1900-1938).